# Giudice dell'esecuzione
Nell'ambito del processo esecutivo il giudice dell'esecuzione è quel magistrato competente per l'esecuzione.
La nomina avviene di volta in volta, rispetto a ciascuno processo esecutivo, ad opera del presidente del tribunale, su presentazione, a cura del cancelliere, del relativo fascicolo, entro due giorni da che esso è stato formato.